# Germán-alföld

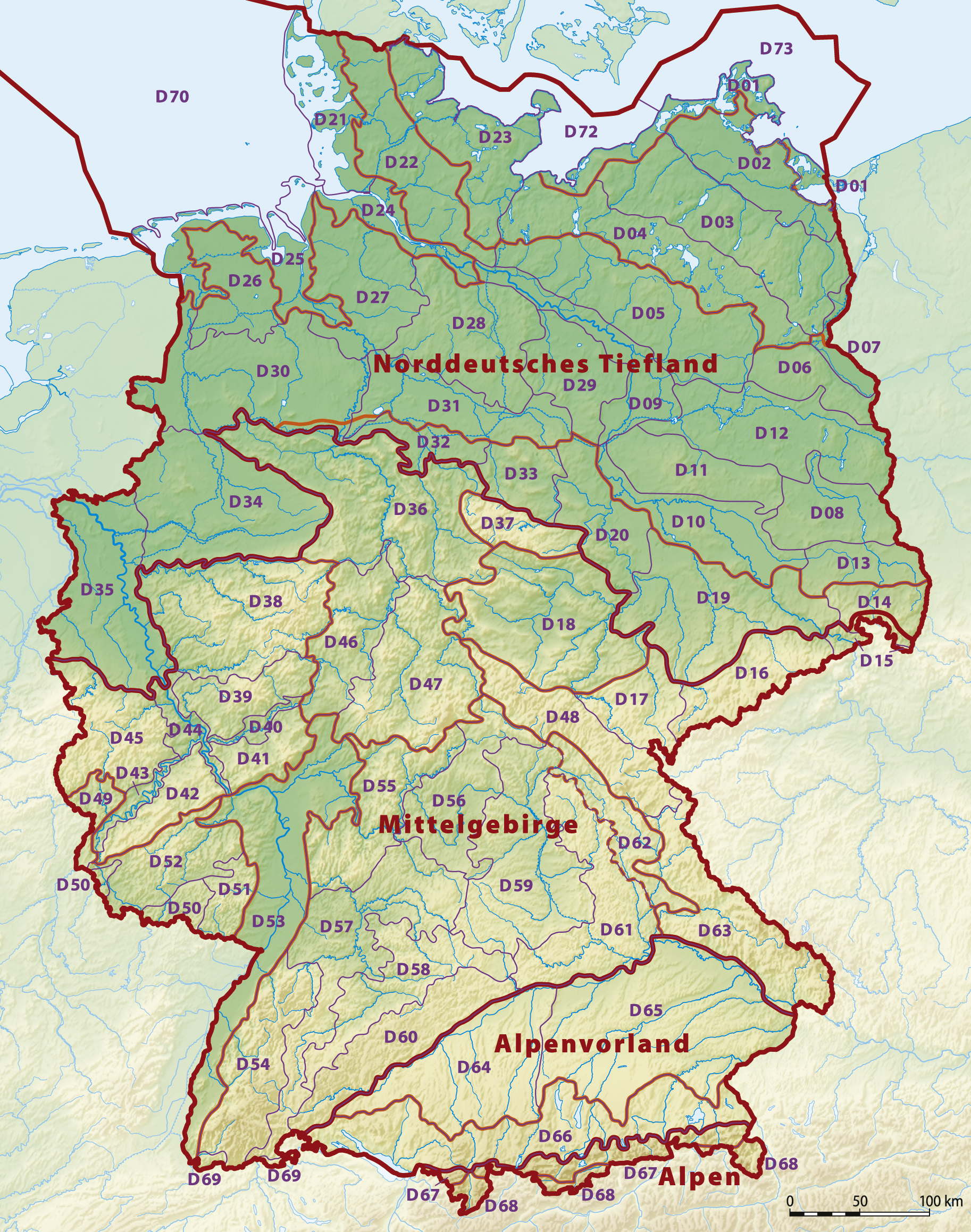
A Germán-alföld a térkép északi harmadán

A Germán-alföld, más néven Germán–Lengyel-alföld vagy Német–Lengyel-síkság (németül Norddeutsches Tiefland) egy nagytáj, az Észak-európai-alföld tagja. A Germán-alföld maga Németország északi részén terül el. Ezzel egyike Európa legnagyobb nagytájainak, teljes területe alföldi jellegű, jelentős része síkság. Egyes értelmezések szerint a Germán-alföld (vagy Északnémet-alföld) egy Belgiumtól Hollandián át Lengyelországig tartó táj. Szócikkünkben a szűkebb értelmezést követjük, tehát csak Németország területén belül. Területét vastag üledéktakaró (lösz) fedi.

## Keletkezése
Alapját mélybe süllyedt variszkuszi eredetű kristályos rögök képezik, amelynek a felszínét vastag középidei üledék fedi, ezen pedig glaciális (jégkorszaki) eredetű üledékek találhatók. A jégkorszaki jégtakaró formálta a felszínét, amelynek pereme északnyugat-délkeleti irányú volt, így a végmoréna-sáncok és az ősfolyamvölgyek is ilyen irányultságúak. A végmoréna-sáncok a jégtakaró peremén felhalmozódott morénaanyagból alakultak ki, az ősfolyamvölgyek pedig a jégtakaró peremén, a végmoréna-sáncok mögött az olvadékvizeket összegyűjtő és elvezető széles völgyek, amelyek később folyóvölgyekké alakulhattak. A Germán-alföldön az olvadékvizek által lerakott homokhátságok északabbra, a lösszel borított területek délebbre találhatók. Északkeleten tőzegmohalápok, északnyugaton pedig a jégtakaró által kimélyített tóhátságok (Mecklenburgi- és Brandenburgi-tóhátság) terülnek el.

## Éghajlata
A nagytáj nyugati és északi része döntő részben óceáni éghajlatú, de keletebbre és délebbre haladva egyre erősödnek a kontintentális vonások. Az évi csapadékösszeg 1000 mm alá esik, egészen 500 mm-ig csökkenve. Az évi középhőmérséklet nagyjából 10 °C körül van, de dél és kelet felé haladva az évi hőingás egyre nő, a telek hidegebbek, a nyarak melegebbek.

## Növényzet
Az eredeti erdős-ligetes táj mára már nagy részben a múlté, szinte mindenhol intenzív mezőgazdasági művelés folyik. A csapadékosabb, hűvösebb tájakon még találhatók összefüggő erdőségek.

## Fordítás
- Ez a szócikk részben vagy egészben a Norddeutsches Tiefland című német Wikipédia-szócikk ezen változatának fordításán alapul.  Az eredeti cikk szerkesztőit annak laptörténete sorolja fel. Ez a jelzés csupán a megfogalmazás eredetét és a szerzői jogokat jelzi, nem szolgál a cikkben szereplő információk forrásmegjelöléseként.